# Емінов Рустем Кязимович
Емінов Рустем Кязимович (13 квітня 1950, Ташкент, СРСР) — кримськотатарський український художник і графік. Син Кязіма Емінова.
Член Національної Спілки Художників України (2005). Член Спілки Художників СРСР (1988). Заслужений художник АР Крим (2010). Лауреат премії Верховної Ради АР Крим (2007), лауреат міжнародної премії імені Бекіра Чобанзаде (2010).

## Біографія
Народився 13 квітня 1950 року, у місті Ташкент. Закінчив Ташкентський державний педагогічний інститут імені А. Нізамі. Викладачі за спеціальністю: М. Банніков.
Працював у ньому викладачем кафедри образотворчого мистецтва. 1974–2000 рр. — на художньому комбінаті «Рассом» при Художньому фонді Узбекистану.
Від 2005 р. — у Сімферополі.
Учасник республіканських, всесоюзних мистецьких виставок від 1975 року. Персональні виставки — у Ташкенті (1999), Сімферополі (2005–06), Бахчисараї (АР Крим, 2005), Києві (2008). Головна тема — депортація кримських татар. Створив низку людських типів та характерів у різних вікових і психологічних відтінках (роздум, подив, відчай, надія; домінує напружена зосередженість в очікуванні невідомості). Люди, зображені Еміновим, конкретні у своїй національній визначеності; розгорнені до глядача фігури, подані великим планом, заповнюють вертикальну площину полотна або ритмічно вибудовані по горизонталі. Картини стримані, з монохромним сіро-коричневим колоритом.
Полотна зберігаються у Державному музеї мистецтв у Ташкенті, Кримському Художньому Музеї (Сімферополь), Меморіальному будинку-музеї І. Гаспринського (Бахчисарай).
Рустем Емінов — автор понад 400 полотен.
У 2010 році у Кримському інженерно-педагогічному університеті відбулося відкриття виставки «Унутма» («Пам'ятай») Рустема Емінова, присвяченої 92-й річниці з дня проведення першого Курултаю кримськотатарського народу.
2016 року був висунутий на здобуття Національної премії України імені Тараса Шевченка 2016 року.

## Творчість
Основні твори:
- «Весняний пейзаж» (1978)
- «Гірська весна», «Мати-героїня» (обидва — 1980)
- «Весняна повінь» (1983)
- «Остання осінь (Пам'яті художника К. Емінова)» (1984)
- «Посмішка старого міста» (1984)
- «Юний художник» (1986)
- «Земляни» (1986)
- «Депортація» (1990–2004)
- «І. Гаспринський» (1991)
- «Між минулим і майбутнім» (1994)
- «Пам'ятай» (1996; 1997)
- «Поїзд смерті» (1997)
- «Забута» (1998)
- «На вершині» (1999)
- триптих «Ностальгія» (1999–2001)
- триптих «Геноцид» (2001–2003)
- «За що?» (2002)
- «Під чужим небом» (2002)
- «Місячна соната (У пам'ять жертв Арабатської трагедії)» (2003)
- «На чужій землі» (2004)
- «Б. Чобан-заде» (2007)
- «Ф. Якубов» (2008).

## Рекомендована література
- Таїрова Л. Художник Рустем Емінов // ОМ. 2007. № 3.